# Елинское сельское поселение (Республика Алтай)
Елинское се́льское поселе́ние — муниципальное образование в Онгудайском муниципальном районе Республики Алтай Российской Федерации.
Административный центр — село Ело.

## История
Статус и границы сельского поселения установлены Законом Республики Алтай от 13 января 2005 года № 10-РЗ «Об образовании муниципальных образований, наделении соответствующим статусом и установлении их границ».

## Население
| 2010  | 2011  | 2012  | 2013  | 2014  | 2015  | 2016  | 2017  | 2018  |
| ----- | ----- | ----- | ----- | ----- | ----- | ----- | ----- | ----- |
| 1295  | ↘1291 | ↘1260 | →1260 | ↗1261 | ↘1251 | ↘1239 | ↘1223 | ↘1188 |
| 2019  | 2020  | 2021  |       |       |       |       |       |       |
| ↘1174 | ↘1163 | ↗1166 |       |       |       |       |       |       |

## Состав сельского поселения
| № | Населённый пункт | Тип населённого пункта       | Население |
| - | ---------------- | ---------------------------- | --------- |
| 1 | Ело              | село, административный центр | ↘800      |
| 2 | Кара Кобы        | село                         | ↗244      |
| 3 | Каярлык          | село                         | ↘195      |